# Colombar de Siebold
Treron sieboldii
Espèce
Statut de conservation UICN

 LC  : Préoccupation mineure
Le Colombar de Siebold (Treron sieboldii) est une espèce d'oiseau de la famille des Columbidae
Son nom est attribué au naturaliste allemand Philipp Franz von Siebold (1796-1866).

## Habitat
Il habite les forêts tempérées.

## Répartition et sous-espèces
Selon Alan Peterson, il en existe quatre sous-espèces :
- T. s. sieboldii (Temminck, 1835 — Japon et est de la Chine ;
- T. s. fopingensis Cheng, Tan & Sung, 1973 — est du Sichuan et sud du Shaanxi ;
- T. s. sororius (Swinhoe, 1866 — Taïwan ;
- T. s. murielae (Delacour, 1927) — sud de la Chine, Hainan et nord de l'Indochine.